# William Merriam Burton
William Merriam Burton (Cleveland, 17 de novembro de 1865 — Miami, 29 de dezembro de 1954) foi um químico estadunidense.
Desenvolveu o primeiro processo de craqueamento do petróleo.